# 21 Brothers
21 Brothers ist ein kanadischer Kriegsfilm von Regisseur Michael McGuire.

## Handlung
21 Brothers erzählt die Geschichte des 21. Bataillons der Kanadier, das sich auf die Schlacht von Courcelette im Ersten Weltkrieg vorbereitet. Der Film spielt in Echtzeit und begleitet Sgt. Reid, da er seine Männer auf die bevorstehende Schlacht vorbereiten muss. Reid muss sich auch mit den alltäglichen Schwierigkeiten des Lebens in den Schützengräben auseinandersetzen, darunter Verletzungen seiner Männer, Versorgungsprobleme und ein minderjähriger Rekrut, der kürzlich an die Front geschickt wurde.

## Produktion und Veröffentlichung
Das Drehbuch schrieb der Schauspieler Clayton Garrett (* 1991), der den Film auch produzierte und eine der Rollen übernahm. Gedreht wurde der Film mit Laienschauspielern. Der Kameramann filmte mit einer Panasonic AG-HMC40-Videokamera. 
Die Premiere fand am 11. November 2011 in Kanada statt. In Deutschland erschien der Film am 18. Juni 2014 auf DVD und Blu-ray Disc.

## Kritik
Der Kommentar zu 21 Brothers im Filmportal Filmdienst lautet: „Ein in einer einzigen Kameraeinstellung gedrehter Kriegsfilm, dessen geringes Budget seine Ambitionen sabotiert. Schwächen in der Kameraführung sowie zu wenig Figuren führen dazu, dass er leblos bleibt und die angestrebte Authentizität nie erreicht.“